# Llinatge Orís
El llinatge Orís és una família de noblesa immemorial que va esdevenir baronial i marquesal, iniciada el 1222 amb Berenguer de Manlleu o Berenguer I d'Orís, fill de Ponç de Besora i d'Adelaida de Manlleu.

## Primera branca
Fou iniciada per vicaris –l'alta Edat Mitjana, funcionari comtal, inferior als vescomtes, que tenia per missió la defensa d'un territori adscrit a un castell–, que van ser els primers senescals dels comtes de Barcelona, originari del castell d'Orís, documentat per primer cop el 914 (Abadal 1999), al comtat d'Osona, sorgit d'una branca dels Besora amb Ermemir de Besora, que remunten a membres del vescomtat de Barcelona (Fluvià 2017, p. 113), amb Mir Geribert. El primer vicari conegut del castell fou Gausfred d'Orís (+ 995; Fluvià 2023, pp. 76-82), de la primera branca del llinatge, coneguda modernament pels historiadors com la dels Orís-Manlleu. Apareix posteriorment Elderic, fill o parent descendent, com a vicari del mateix castell d'Orís. També Elderic d'Orís o Eldric d'Orís (+ 1040), vicari d'Orís, fill d'Enric d'Orís (documentat el 1014), possessor del castell d'Orís i del de Torelló, branca sorgida del llinatge Gurb, que fou succeïda pels Queralt -Berenguer II de Queralt, senescal dels comtes de Barcelona. Fou feudatària dels Montcada fins al s. XVI. i possible net de Gausfred d'Orís, possible pare d'Amat Elderic d'Orís (+ 1060), senyor d'Orís i d'altres castells, primer senescal dels comtes de Barcelona. En aquesta branca també hi ha Pere Amat d'Orís, conegut també com a Pere Amat de Manlleu (+ 1088), senyor d'Orís, Voltregà, Manlleu i Solterra. Fill del primer senescal dels comtes de Barcelona, fou Amat Elderic d'Orís, tercer senescal de Barcelona després de son oncle matern, Ramon Miró d'Aguda. Casat amb Guisla de Queralt, filla de Guillem I de Gurb i d'Ermessenda, germana de Berenguer I de Queralt, morí sense descendència, la qual vídua cedí el domini d'Orís al llinatge Queralt. Fou feudatària dels Montcada fins al s. XVI.

## Segona branca
Iniciada cap al 1222 amb Berenguer I de Manlleu o d'Orís (Riquer 1983 I, p. 162-163; II, p. 788), fill de Ponç de Besora i d'Adelaida de Manlleu, el succeïren Guillem I d'Orís († 1280), senyor d'Orís. Deu ser fill de Berenguer d'Orís, conegut també modernament com Berenguer I de Manlleu († 1258), senyor d'Orís i de Manlleu. Fou succeït per Berenguer II d'Orís († 1320), Jaume I d'Orís (†1349) i Berenguer III d'Orís (+ a. 1352), qui comprà el 1345 la castlania del castell d'Orís als Conanglell. El seu fill, Berenguer IV d'Orís i Desbrull (+ v. 1390) va heretar la casa dels Santhipòlit, el castell de Voltregà i la castlania de Torelló.
El fill del darrer, Berenguer V d'Orís (+ 1422), és considerat el primer baró d'Orís (el 1396 ja se n'intitula), perquè comprà el domini directe i alodial del castell i senyoria. En testament publicat de 1422, el llinatge es relaciona amb els Ortiz de Cabrera, que tingueren el castell de Concabella i el castell molí de Ratera. Maria d'Orís-Vallgornera i de Bru (+ 1695), baronessa d'Orís i senyora de Vallgornera, Pollestres, Vilarnau, Nefiac, Cortraví, Vinyoles, Torre de Monell, Sant Miquel de Pals i castlana de Bigordà, fou succeïda pel nebot Francesc de Puiggener i d'Orís (+ 1728), anomenat Francesc V d'Orís. Per mort de la seva besneboda, Raimunda de Puiggener-Orís i de Boïl d'Arenós, casada amb Pere d'Alcàntara de Sentmenat i Copons, els Sentmenat, de la branca dels marquesos de Castelldosrius i barons de Santa Pau, n'esdevingueren successors.
El senyor del castell d'Orís Carles d'Orís i Puiggener, fill de Francesc de Puiggener i de Nicolau i de Magdalena d'Orís, fou elevat l'1 d'agost de 1708, per l'arxiduc Carles, com a primer marquès d'Orís. Els drets del marquesat d'Orís, suprimit arran de la Guerra de Successió, foren portats per: Carles Ramon de Puiggener i Descatllar, també anomenat Carles d'Orís; per Raimunda de Puiggener-Orís i de Boïl d'Arenós, baronessa d'Orís, casada el 1769 amb Pere d'Alcàntara de Sentmenat i Copons, la qual aportà patrimoni dels llinatges Vallgornera i Orís al llinatge Sentmenat; per Carles de Sentmenat i de Puiggener, VI marquès de Castelldosrius (ANC, fons marquesat de Castelldosrius); per Carles de Sentmenat i de Riquer, setè marquès de Castelldosrius; i per Ramon de Sentmenat i Sáenz-Ramírez, vuitè marquès de Castelldosrius, el fill del qual, Carles de Sentmenat i de Sentmenat (1862), per rehabilitació de 1915, passà a ser-ne segon marquès, a més de novè de Castelldosrius amb Grandesa d'Espanya i vint-i-cinquè baró de Santa Pau. El tercer marquès fou Santiago de Sentmenat i de Urruela. L'actual marquesa d'Orís és Anna Isabel de Sentmenat i Vilà, filla gran de l'anterior.

## Tercera branca
Els Orís existents en el regne de València en són la tercera branca, establerta a partir del cavaller aragonès d'ascendència osonenca Ximèn Peres d'Orís (Sesma 2013, pp. 249, 258, 353 i 366), relacionat amb Jimeno Pérez de Tarazona, de Tarassona, probable primer senyor d'Alfara del Patriarca (1249) per donació del rei Jaume I d'Aragó. És ben segur que fou primer senyor d'Alfafara, Agres, Benilloba, Penàguila -amb propietats a Benifallim-, Bocairent (1250), Sella (1250) i Bicorb, documentat al primer, tercer i setè llocs entre 1277 i 1285, el qual apareix al Llibre del Repartiment de València del rei Jaume I d'Aragó i en documentació diversa, a més d'una alqueria amb hortes a Cocentaina. El seu fill homònim vengué Sella (1 de març de 1312), juntament amb la seva esposa Xandra Martínez d'Eslava, a Bernat d'Oms, veí de Cullera, per 33 000 sous (ACA Cancillería. Apéndice documental. Doc. Nº 3. Seg. 287 f. 48v – 49v).
Un descendent, Joan Ximèn d'Orís, senyor de Penàguila, en vengué les terres el 3 de març de 1315 a Bernat de Cruïlles (? 1285 - + ? 1365), ja senyor de Penàguila, fill de Bernat de Cruïlles i Bestracà i germà de Gilabert de Cruïlles, bisbe de Girona (1334- + 12 de juny de 1335). El cavaller Ximèn Peres d'Orís fou alcaid del castell de Xàtiva i participà a les corts generals de Montsó de 1362-1363, al costat d'altres com Joan de Bellvís. Paral·lelament, a Aragó, ocuparen el càrrec de Justícia d'Aragó Pedro Pérez de Tarazona o d'Orís (1208-35), Fernando Pérez de Tarazona(1235-42), Pedro Pérez (1242-47) i Juan Pérez de Tarazona (1247-60), procedents de Tarazona. Ximèn Peres d'Orís, cavaller, fou alcaid dels castells de Xàtiva ja al segle xiv (Sesma 2013, p. 249, 258, 353 i 366).
El cavaller errant Miquel d'Orís i de Bellvís? (*? s. XIV - +? s. XV), habitant a la ciutat de València, n'és probable descendent així com el cavaller Martí Sanxis d'Orís, el qual vengué la senyoria d'Alfafara al cavaller Pere d'Artés, mestre racional del rei Joan I d'Aragó, el 9 de desembre de 1392 (Vicedo 1995). Aquest estava casat amb Lionor de Bellvís, potser Lionor de Bellvís Zapata de Calatayud, filla de Guillem de Bellvís i de Francisca Sánchez Boïl de Aragón, Librano y della Scala.
D'aquí procedeixen els Urís o Uris, de Cocentaina, que documentalment remunta a Miquel Uris, casat amb Dona Maria de la Puente, de la ciutat de Terol, segons l'Arxiu Diocesà de València, pares de Miguel Uris de la Puente, nascut a Bijuesca (actual Comunidad de Calatayud, prov. Saragossa), infançó, mestresala del comte de Cocentaina al castell-palau de Cocentaina. Aquest infançó es casà, el 15 de gener de 1610, amb Hierònima Navarro Fitor i, com a testimoni, el seu criat Pere Sancho, que vivia al Pla de Palau, dels primers dels quals ençà hi ha com a mínim quinze generacions fins a l'actualitat. Els descendents tingueren el Molí de Diego Uris o d'Uris, d'oli, documentat a l'arxiu de la Fundación Casa Ducal de Medinaceli, fons del comtat de Cocentaina, des del 1628, i també el 1855, al carrer de Fora de Cocentaina, el qual es vengué al comte de Cocentaina, des del 1909 oficialment com a carrer Cervantes, i també El Teular de Uris, fàbrica de terrissa activa fins a la dècada de 1990. Alguns membres d'aquesta darrera branca van treballar com a encarregats i en d'altres feines, fins a principi segle xx, al Molí d'Abargues, que pot tenir relació amb els Abargues, de Benissa, la casa dels quals ha estat recentment reconvertida en museu.
Al llarg dels segles la primera branca sorgeix i emparenta amb el llinatge dels vescomtes de Barcelona; la segona branca, la dels barons d'Orís, amb els Banyuls, senyors de Nyer i marquesos de Montferrer (web.Montferre.com [consulta: 9-3-2020); amb els Montoliu, senyors del castell de Montsonís i després barons de l'Albi (ANC, fons baronia de l'Albi); amb els Sentmenat, marquesos de Castelldosrius i barons de Santa Pau; i aquest darrer llinatge amb els Riquer, marquesos de Benavent (ANC, fons comtat de Casa Dávalos; Riquer 1983, p. 1472), entre d'altres llinatges. El successor Carles de Puiggener i Descatllar, fill de Carles de Puiggener i d'Orís, descendents del primer marquès d'Orís, feu construir el Palau d'Orís al costat del Palau de Riquer, al carrer dels Escudellers de Barcelona. La tercera branca encara es troba a la Comunitat Valenciana a Cocentaina, i d'aquella vila a Ontinyent, La Vila Joiosa, i de la darrera a Altea i a Benidorm; al Principat de Catalunya, a Barcelona, Canyamars, Olivella i el Vendrell, i antigament a Calonge i Moià; antigament a Mallorca i actualment a Ciutadella de Menorca, subbranca de la tercera provinent de Cocentaina. També es localitzen descendents a Orà i a França fins a l'actualitat.